# 萨奇莱
萨奇莱（義大利語：Sacile），是意大利波代诺内省的一个市镇。总面积32.62平方公里，人口20302人，人口密度622.4人/平方公里（2009年）。ISTAT代码为093037。

## 友好城市
- 法國 拉雷奥勒